# Абдуллина, Мануар Асеткызы
Мануар Асеткызы Абдуллина (род. 22 марта 1922, Тургай, Ерейментауский район) — актриса, заслуженная артистка Казахской ССР (1955).

## Биография
Училась в Алматинском техникуме физкультуры на отделение акробатики (1940-43). Окончила актёрское отделение Алма — Атинсского театрального училища (1952). В 1943—1996 гг. была актрисой Казахского академического театра драмы. Играя в спектаклях по национальным и переведенным с других языков драматическим произведениям, Абдуллина показала себя как актриса с решительным характером. Спектр ролей самый разнообразный: от глубоко драматических до комедийных.

## Творчество
- Анапия (А.Тажибаев и Г. Рошаль, «Ковер Жомарта»)
- Перизат (А. А. Абишев, «Дружба и любовь»)
- Айганым (К. Аманжолов, «Женитьба друга»)
- Бопежан (Т. Ахтанов, «Сауле»)
- Мэри (Б. А. Лавренев, «Голос Америки»)
- Варвара (А. Островский, «Гроза»)
- Бьянка (У. Шекспир, «Укрощение строптивой»)
- «Жамбыл», «Дочь степей»

## Награда
Почётная грамота Верховного Совета Казахстана